# Hans Christian Schmidt
Hans Christian Schmidt (født 25. august 1953, Nustrup ved Vojens) er en dansk folketingspolitiker fra Venstre og tidligere minister på en række områder: fødevareminister, miljøminister samt transport- og bygningsminister.

## Biografi
Hans Christian Schmidt er landmandssøn fra Sønderjylland. Han tog realeksamen fra Nustrup Skole 1970, handelseksamen fra Haderslev Handelsskole 1971, hf-eksamen fra Kolding Gymnasium 1973 og lærereksamen fra Haderslev Seminarium 1977.
Han blev ansat som lærer på Nustrup Skole 1977, skiftede til Sommersted Skole 1981 i første omgang som lærer og fra 1984 som viceskoleinspektør.

## Politisk karriere
Schmidt var formand for VU i Vojens 1977-79 og medlem af vælgerforeningen for Venstre samme sted fra 1978. I 1982 blev han valgt ind i Vojens Kommunalbestyrelse, hvor han sad til 2001. I den periode var han blandt andet formand for Undervisnings- og Socialudvalget 1990-94 og 1998-2001 samt 1. viceborgmester 1998-2001.
Han var sit partis folketingskandidat i Røddingkredsen fra 1994 og blev valgt ind i ved valget 21. september samme år. Her var han miljøordfører 1995-2001 samt medlem af Naturklagenævnet i samme periode.
27. november 2001 blev han udpeget som miljøminister, en post der blev udskiftet med fødevareministerposten 2. august 2004. Ved dannelsen af regeringsomdannelsen september 2007 måtte Schmidt afgive sin post og fortsatte som Venstres gruppeformand i Folketinget.
I 2004 gav Rigsrevisionen Schmidt en alvorlig påtale for kammerateri i forhold til hans tidligere arbejdsplads og hjemkommune. Påtalen medførte blandt andet en ny vejledning, som primært fokuserer på habilitet. 
23. februar 2010 blev han udpeget som transportminister, hvilket han fortsatte som frem til 3. oktober 2011.
28. juni 2015 blev han udpeget som transport- og bygningsminister i regeringen Lars Løkke Rasmussen II. Han måtte forlade denne post ved regeringsomdannelsen i november 2016, hvor han blev afløst af Ole Birk Olesen fra Liberal Alliance.
Hans Christian Schmidt meddelte 15. august 2024, at han ikke genopstiller til næste folketingsvalg.

## Øvrige tillidsposter
Hans Christian Schmidt har været medlem af Borgerligt Socialt Boligselskabs bestyrelse i Vojens 1986-91 og af repræsentantskabet for Naturgas Syd 1986-90. Han var endvidere medlem af bestyrelsen for Bregnbjergskolen 1986-2001, af lokalrådet (Vojens) i Den Danske Bank 1987-2001 og af Afsnit 8-Udvalget (Børn og unge) 1990-94. Endvidere har han været medlem af Amtsmusikudvalget 1986-90 og af bestyrelsen for Vojens Skøjtehal 1994-2001. Endelig var Schmidt formand for Vojens Kultur- og Musikhus 2000-2001.
2007 blev han Kommandør af 1. grad af Dannebrog. Han bærer også Nordstjerneordenen.